# 23号線 (ハンガリー)
レーディチ - ザラエゲルセグ線（ハンガリー語;Rédics–Zalaegerszeg-vasútvonal）は、ハンガリー国鉄の鉄道線の名称である。路線番号は23。

## 運行形態[1]
- ザラエゲルセグ - レーディチ
全て各駅停車。全線通しが一日4往復、ザラエゲルセグ - レンティの区間運転が一日1往復の運行。
過去の運行形態
2020年以前は、一日4往復の運行であった。また、年1日に限り、ザラエゲルセグ - チェメデール・パーカ間の区間運転の列車が運行していた。
2021年度より、区間運転の列車がレンティまで運行区間を延長し、夏季の土曜日運行となった。
2023年度より、区間運転の列車が通年運行となった。
2024年度より、区間運転の列車がレーディチまで運行区間を延長し、全線で一日5往復の運行となった。

## 駅一覧
以下では、ハンガリー国鉄23号線の駅と営業キロ、停車列車、接続路線などを一覧表で示す。なお、全て各駅停車である。
| 路線名 | 駅名                     | 駅間営業キロ | 累計営業キロ | 接続路線       | 所在地 | 所在地           |
| ------ | ------------------------ | ------------ | ------------ | -------------- | ------ | ---------------- |
| 23     | ザラエゲルセグ駅         | -            | 0            | 20号線、25号線 | ザラ県 | ザラエゲルセグ郡 |
| 23     | ボツフェルデ駅           | 6            | 6            |                | ザラ県 | ザラエゲルセグ郡 |
| 23     | シャールヒダ駅           | 3            | 9            |                | ザラ県 | ザラエゲルセグ郡 |
| 23     | バク駅                   | 2            | 11           |                | ザラ県 | ザラエゲルセグ郡 |
| 23     | バクテュッテシュ駅       | 7            | 18           |                | ザラ県 | ザラエゲルセグ郡 |
| 23     | トーフェイ駅             | 3            | 21           |                | ザラ県 | ザラエゲルセグ郡 |
| 23     | ラーディハーザ駅         | 3            | 24           |                | ザラ県 | レンティ郡       |
| 23     | グトルフェルデ駅         | 2            | 26           |                | ザラ県 | レンティ郡       |
| 23     | オルタハーザ駅           | 5            | 31           |                | ザラ県 | レンティ郡       |
| 23     | チェメデール・パーカ駅   | 4            | 35           | 305号線        | ザラ県 | レンティ郡       |
| 23     | イクロードベルデーツェ駅 | 3            | 38           |                | ザラ県 | レンティ郡       |
| 23     | レンティソンバトヘイ駅   | 3            | 41           |                | ザラ県 | レンティ郡       |
| 23     | レンティ駅               | 3            | 44           | 305号線        | ザラ県 | レンティ郡       |
| 23     | レーディチ駅             | 5            | 49           |                | ザラ県 | レンティ郡       |